# Santa Maria delle Grazie alle Fornaci
Santa Maria delle Grazie alle Fornaci är en kyrkobyggnad och diakonia i Rom, helgad åt Jungfru Maria och särskilt åt hennes roll som Vår Fru av Nåden. Kyrkan är belägen vid Piazza di Santa Maria alle Fornaci i Quartiere Aurelio och tillhör församlingen Santa Maria delle Grazie alle Fornaci.
Tillnamnet ”Fornaci” syftar på de tegelugnar (italienska: fornaci di mattoni), vilka tidigare fanns i området.
Kyrkan förestås av Trinitarieorden.

## Historia
Den ursprungliga kyrkan på denna plats uppfördes på 1400-talet, men den ombyggdes helt år 1694; fasaden ritades av Filippo Raguzzini och uppfördes omkring år 1727. Kampanilen är emellertid från år 1950.
Altarmålningen utgörs av ikonen Madonna delle Grazie, utförd av den flamländske konstnären Gilles Hallet (1620–1694); ikonen kröntes år 1956. Interiören hyser även verk av Onofrio Avellino, Pietro de' Pietri, Giuseppe Chiari, Pietro Bianchi och Marco Benefial.

## Diakonia
Kyrkan stiftades som diakonia med namnet Santa Maria delle Grazie alle Fornaci fuori Porta Cavalleggeri av påve Johannes Paulus II år 1985.
Kardinaldiakoner
- Duraisamy Simon Lourdusamy: 1985–1996; titulus pro hac vice: 1996–2014
- Mario Zenari: 2016–

## Bilder
| - Santa Maria delle Grazie alle Fornaci. Gravyr av Giuseppe Vasi. - Högaltaret med ikonen Madonna delle Grazie. |